# FR Canis Majoris
FR Canis Majoris (FR CMa / HD 44458 / HR 2284) és un estel de magnitud aparent +5,59 enquadrat a la constel·lació del Ca Major. D'acord a la nova reducció de les dades de paral·laxi del satèl·lit Hipparcos, s'hi troba a uns 1.110 anys llum del sistema solar.
FR Canis Majoris és un estel blanc-blavenc de la seqüència principal de tipus espectral B1Vpe. Amb una temperatura efectiva de 24.745 ± 532 K la seva lluminositat és 12.055 vegades major que la del Sol. Gira sobre si mateixa amb una velocitat de rotació projectada —límit inferior de la mateixa— de 254 ± 15 km/s, estant el seu eix de rotació inclinat 48º respecte a l'observador terrestre. Posseeix una massa entre 12,0 i 12,9 masses solars i, per tant, està per sobre del límit a partir del qual els estels acaben la seva vida violentament, esclatant com a supernoves. La seva edat s'estima en 14,4 milions d'anys, la dada que suposa el 83% de la seva etapa dins de la seqüència principal. És una variable Gamma Cassiopeiae —variables eruptives que mostren variacions irregulars en la seva lluminositat provocades per l'expulsió de matèria—, sent la seva amplitud de variació de 0,116 magnituds.
FR Canis Majoris forma un sistema binari amb un estel de magnitud +9,7, visualment separat 4,2 segons d'arc d'ell.